# Operatie (medisch)

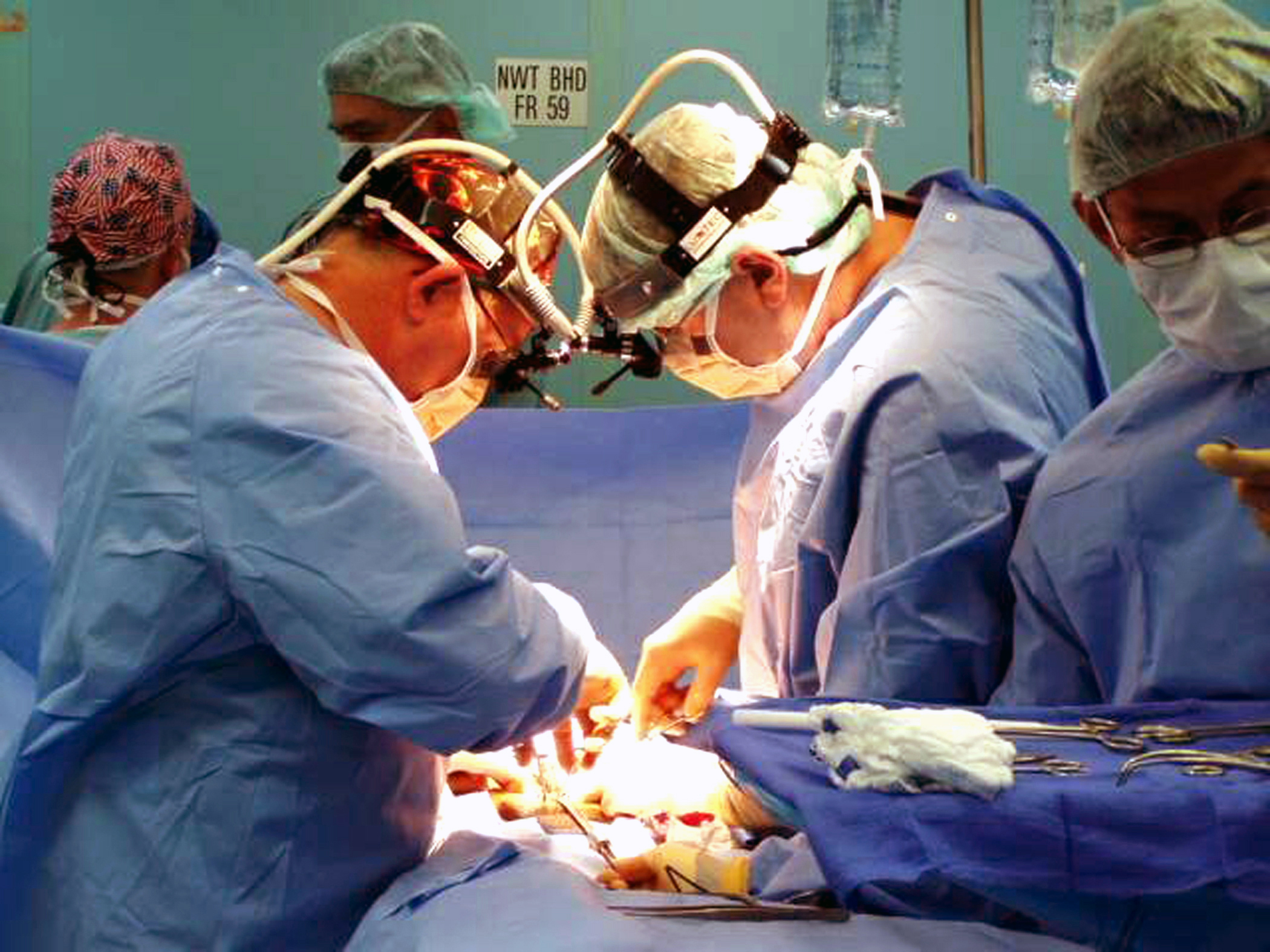
Chirurgen van de United States Navy voeren een operatie uit

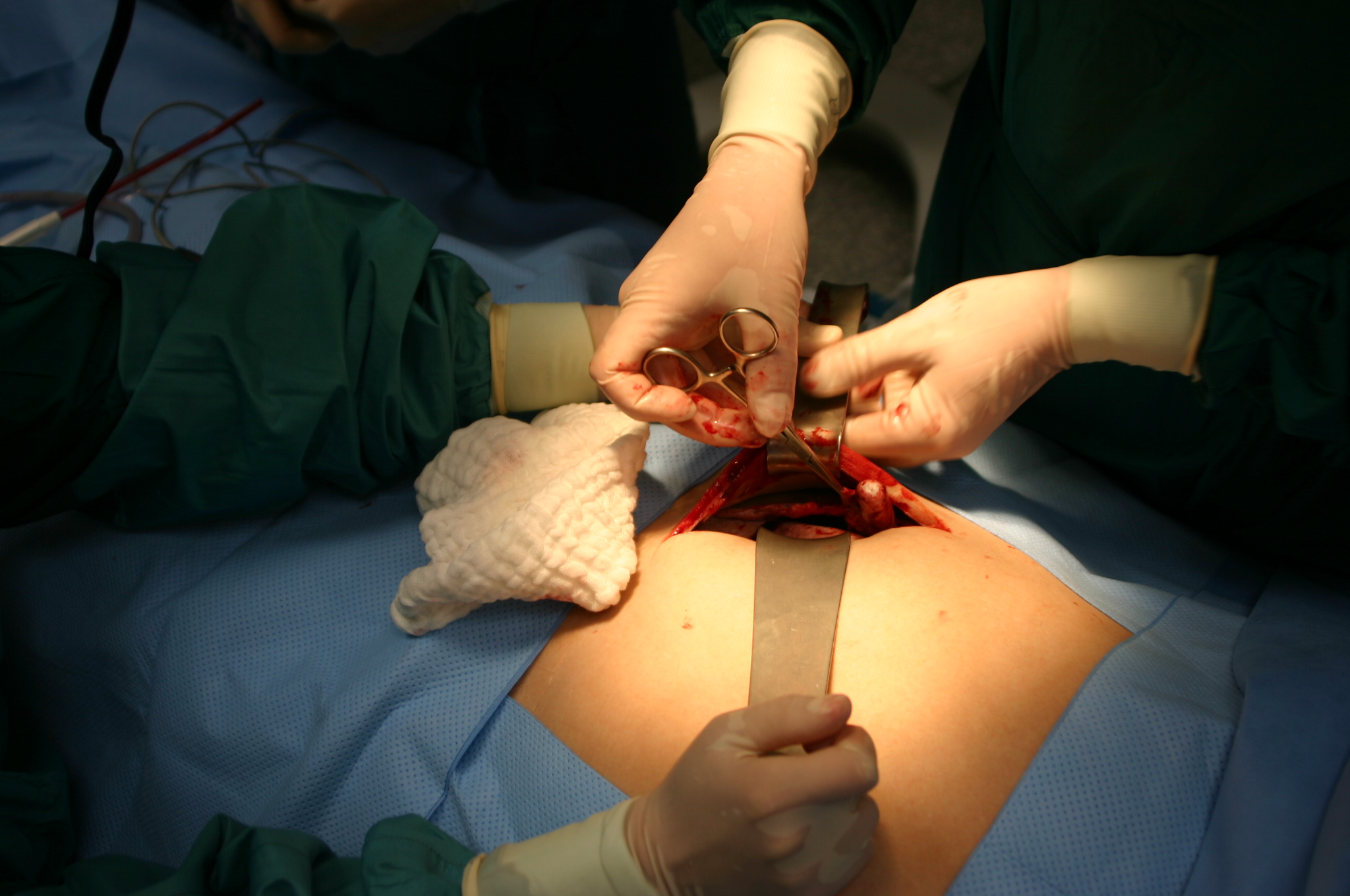
Blindedarmoperatie

Een operatie is een chirurgische procedure om een medisch probleem te verhelpen, een diagnose te kunnen stellen, of het leven aangenamer te maken (palliatieve operaties en plastische chirurgie).
Een operatie wordt doorgaans uitgevoerd in een speciale ruimte, een operatiekamer, in een ziekenhuis door een of meer chirurgen, een anesthesioloog en een of meer operatieassistenten en anesthesiemedewerkers.
Kenmerkend voor een operatie is dat het een invasieve procedure is. Dit betekent dat weefsels, implantaten en/of organen met instrumenten (bijvoorbeeld een scalpel) geopend, veranderd, geïmplanteerd of verwijderd worden en dat waar nodig uitstromend bloed wordt afgevoerd met behulp van een aspirator.